# عادل العربی و بلال فلاح
عادل العربی (متولد ۳۰ ژوئن ۱۹۸۸) و بلال فلاح (زاده ۴ ژانویه ۱۹۸۶) (به انگلیسی: Adil El Arbi and Bilall Fallah) کارگردانان سینما و تلویزیون بلژیکی هستند. این دو به نویسندگی و کارگردانی فیلم‌های بلند سینمایی تصویر (۲۰۱۴)، سیاه (۲۰۱۵)، و پاستر (۲۰۱۸) و همچنین کارگردانی پسران بد ۳ (۲۰۲۰) شهرت یافته‌اند.

## حرفه
عادل العربی و بلال فلاح با هم به مدرسه فیلم رفتند. اولین پروژه ای که آنها کارگردانی کردند، فیلمی کوتاه به نام بروکرز (۲۰۱۱) بود که مورد تحسین منتقدین قرار گرفت. فیلم‌های بعدی آنها، سیاه (۲۰۱۵) و پاتسر (۲۰۱۸) نیز با استقبال مثبت روبرو شدند.

## فیلم‌شناسی
- تصور (۲۰۱۴) - Image
- سیاه (۲۰۱۵) - Black
- گنگستا (۲۰۱۸) - Gangsta
- پسران بد ۳ (۲۰۲۰) - Bad boys 3
- یاغی (۲۰۲۲) - Rebel
- بت‌گرل (نامشخص) - Batgirl
- پسران بد ۴ (۲۰۲۴) - Bad boys 4